# يوسف داود (كاتب)
يوسف داود (1245-1307هـ/1829-1890هـ), يوسف (الملقب بأقليميس) بن داود بن بهنام الموصلي، من عائلة زبوني: باحث، عالم بالعربية، حسن الإلمام بالتاريخ القديم، سرياني الأصل، مستعرب. ولد في العمادية (على مقربة من الموصل) وتعلم بالموصل ولبنان ثم في رومة. وعاد إلى الموصل (سنة 1855) فاشتغل بالتعليم. وانتخب مطرانا لطائفة السريان الكاثوليك، في دمشق، فجاءها سنة 1878 ومات فيها. له نحو خمسين كتابا ورسالة بالعربية وغيرها، طبع بعضها في مطبعة الآباء الدومينيكيين. فمن العربية «التمرنة» في النحو، جزآن، و «نبذتان في العروض والشعر» و «مدخل الطلاب» و «تروض الطلاب» كلاهما في علم الحساب، و «علم الجغرافية» و «إنشاء الرسائل» و «التعليم المسيحي» و «تنزيه الألباب في حدائق الآداب» و «جامع الحجج الراهنة في إبطال دعاوي الموارنة» و «اللمعة الشهية في نحو اللغة السريانية» و «التصاريف العربية» و «تاريخ السريان» و «علم الهندسة» و «علم الجبر». وكان دائبا على العمل والتأليف. ولجرجي خباط، كتاب «رنة العود في مراثي داود» مجموع ما قيل في رثائه. ولفيليب طرازي، كتاب «القلادة النفيسة في فقيد العلم والكنيسة» في سيرته.